# Franz Beyer (pilote)
Pour les articles homonymes, voir Franz Beyer et Beyer.
Franz Beyer (né le 22 avril 1918 à Berlin et mort le 11 février 1944 près de Venlo) est un As de l'aviation allemand au sein de la Luftwaffe dans la Wehrmacht au cours de la Seconde Guerre mondiale.
Il a été récipiendaire de la croix de chevalier de la croix de fer. Cette décoration est attribuée pour récompenser un acte d'une extrême bravoure sur le champ de bataille ou un commandement militaire avec succès.

## Biographie
Franz Beyer est tué le 11 février 1944 au sud de Liège en Belgique après un combat rapproché avec des Supermarine Spitfire britanniques où son appareil percute un arbre. Il est d'abord enterré à Venlo puis au cimetière d'Ysselsteyn, également aux Pays-Bas
Durant sa carrière, il est crédité de 81 victoires aériennes, 4 sur le Front de l'Ouest et 77 sur le Front de l'Est.

## Décorations
- Insigne de pilote
- Insigne de combat de la Luftwaffe
- Croix de fer (1939)
  - 2e classe
  - 1re classe
- Croix de chevalier de la croix de fer
  - Croix de chevalier le 30 août 1941 en tant que Oberleutnant et Staffelkapitän ode la 8./Jagdgeschwader 3[2]

## Sources
Références
1. ↑  (en) « Loss chart: T3409 », sur verliesregister.studiegroepluchtoorlog.nl (consulté le 8 mars 2024)
2. ↑  Walther-Peer Fellgiebel  1986, p. 112.

Source
- (en) Cet article est partiellement ou en totalité issu de l’article de Wikipédia en anglais intitulé « Franz Beyer (pilot) » (voir la liste des auteurs).

Bibliographie
- (de) Walther-Peer Fellgiebel, Die Träger des Ritterkreuzes des Eisernen Kreuzes, 1939-1945 : die Inhaber der höchsten Auszeichnung des Zweiten Weltkrieges aller Wehrmachtteile, Friedberg, Podzun-Pallas, 1986, 472 p. (ISBN 978-3-7909-0284-6).
- (de) Ernst Obermaier, Die Ritterkreuzträger der Luftwaffe, t. 1 : JAGDFLIEGER 1939-1945, Mayence, Hoffmann, 1989, 256 p. (ISBN 978-3-87341-065-7).
- (de) Klaus D Patzwall et Veit Scherzer, Das deutsche Kreuz : 1941-1945 : Geschichte und Inhaber, 2, Norderstedt, Patzwall, 2001 (ISBN 978-3-931533-45-8).
- (de) Scherzer, Veit (2007). Die Ritterkreuzträger 1939–1945 Die Inhaber des Ritterkreuzes des Eisernen Kreuzes 1939 von Heer, Luftwaffe, Kriegsmarine, Waffen-SS, Volkssturm sowie mit Deutschland verbündeter Streitkräfte nach den Unterlagen des Bundesarchives. Jena, Allemagne: Scherzers Miltaer-Verlag.   (ISBN 978-3-938-84517-2).
- (en) Mike Spick, Luftwaffe fighter aces : the Jagdflieger and their combat tactics and techniques, New York, Ivy Books, 1997 (ISBN 0-8041-1696-2).

Liens externes
- (en) Franz Beyer sur Luftwaffe 1939–1945
- (en) Franz Beyer sur TracesOfWar.com